# Tiffany Amber
Tiffany Amber es una letrista sueca y colega habitual del superproductor Max Martin. Desde el año 2009 ha escrito junto a él varias canciones pop, de las que sobresale el éxito «3» de Britney Spears (2009), número uno en ventas en Canadá y los Estados Unidos, y ganadador de un BMI Award. Desde entonces continuó escribiendo para artistas populares como Backstreet Boys y para la misma Britney Spears, quien en octubre de 2011 lanzó su segundo sencillo coescrito por Amber: «Criminal» de Femme Fatale.

## Discografía

### 2009
- Britney Spears — The Singles Collection — «3»
- Backstreet Boys — This is Us — «Bigger»

### 2011
- Britney Spears — Femme Fatale — «Criminal»